# Ferreratal

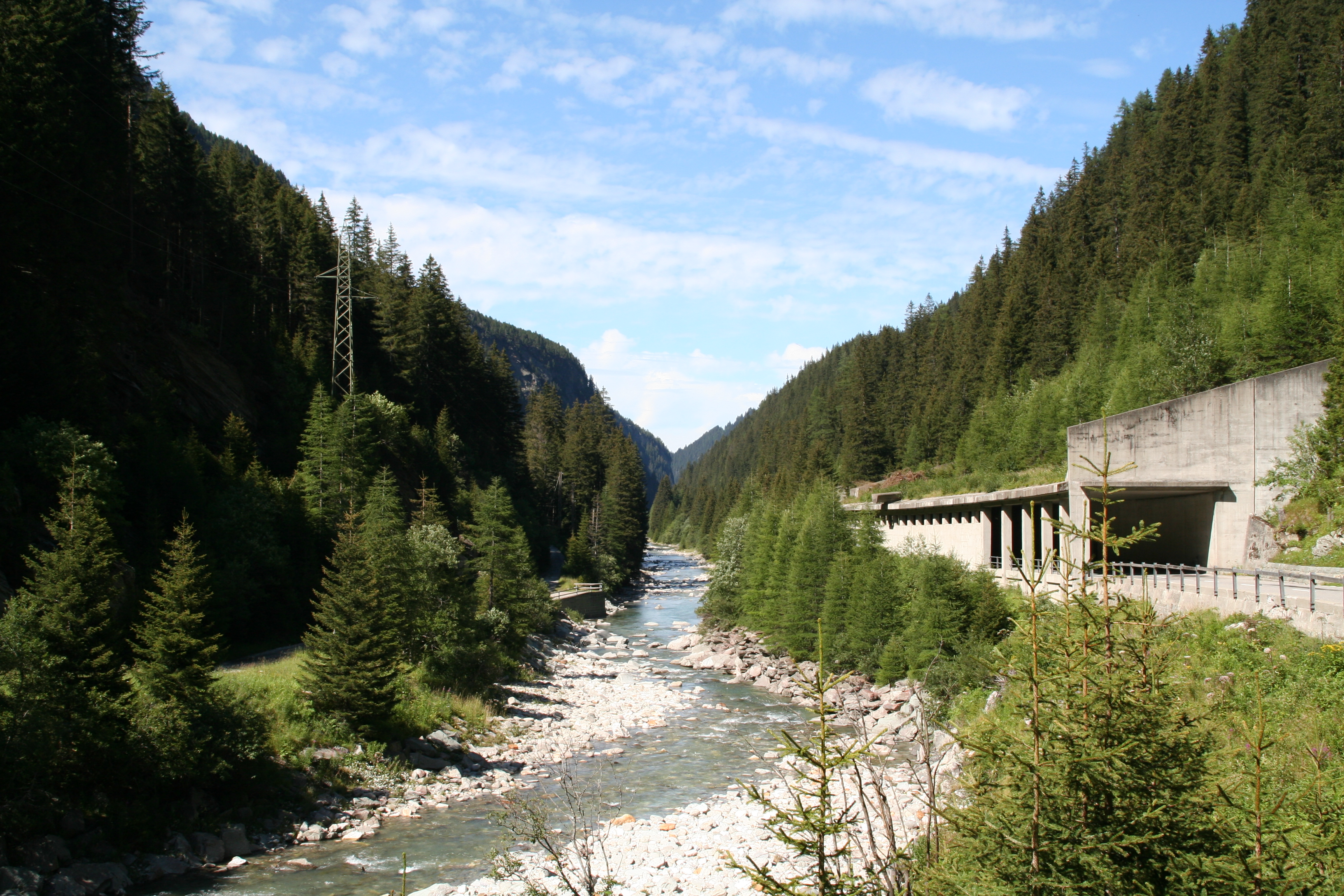
Blick nach Norden

Das Ferreratal, rätoromanisch Val Ferrera, ist ein etwa zehn Kilometer langes Tal im Kanton Graubünden zwischen dem Schams und dem Avers.
Das Ferreratal wird vom Averser Rhein durchflossen. Die einzigen Ortschaften sind Inner- und Ausserferrera.
Historischer Bergbau
Das Ferreratal war bis in die frühe Neuzeit bekannt für seine Eisenerzvorkommen, die durch den Bergbau auch die wirtschaftliche Existenz der Bewohner sicherten. Erst die Massenproduktion in Verbindung mit verbesserten Transportmöglichkeiten über weite Entfernungen führte dazu, dass die lokalen Erzvorkommen nicht mehr ausgebeutet wurden.
Die Schmelzra am Eingang des Tals ist ein montanhistorisches Industriedenkmal und steht seit 1972 unter dem Denkmalschutz des Kantons Graubünden. 
Kraftwerk
Im Jahre 1962 wurde das Kavernenkraftwerk Ferrera 1 der Kraftwerke Hinterrhein in Betrieb genommen. Die zwischen Inner- und Ausserferrera gelegene Zentrale mit einer installierten Leistung von 180 MW verarbeitet das Wasser aus dem Lago di Lei, das danach über einen Stollen in den Sufnersee geleitet wird, ist aber auch in der Lage im Pumpspeicherbetrieb mit einer Leistung von 90 MW das Wasser aus dem Sufnersee, sowie aus dem Stausee Ferrera in den Lago di Lei zu pumpen. Der unterhalb von Innerferrera gelegene Stausee mit einem Nutzinhalt von 190 000 m³ dient einerseits als Ausgleichsbecken für das Kavernenkraftwerk, sammelt aber auch das Wasser aus dem Averser Rhein. Das in den Fluss abgegebene Restwasser wird im Dotierkraftwerk Ferrera 2 verarbeitet, das eine Leistung von 4,4 MW hat.
Sprach- und Kulturgrenze
Bis in das 20. Jahrhundert verlief zwischen dem Ferreratal und dem Avers die Sprach- und Kulturgrenze zwischen Rätoromanen und Walsern, nicht aber die Konfessionsgrenze, da sich beide Talschaften der Reformation anschlossen und die reformierte Lehre annahmen.

## Galerie

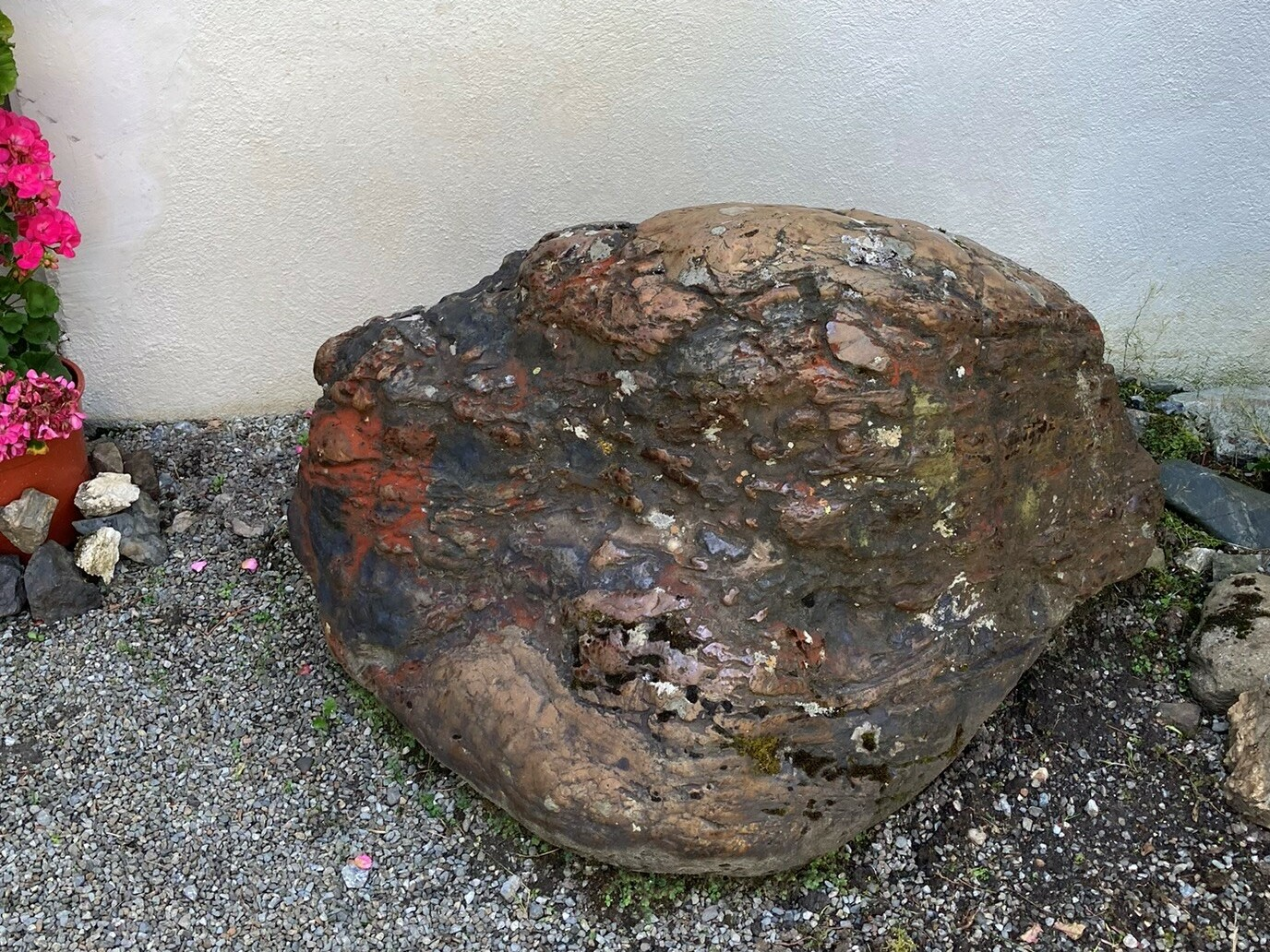
Mangan-Eisen-Pyrit-Block vom Piz Starlera
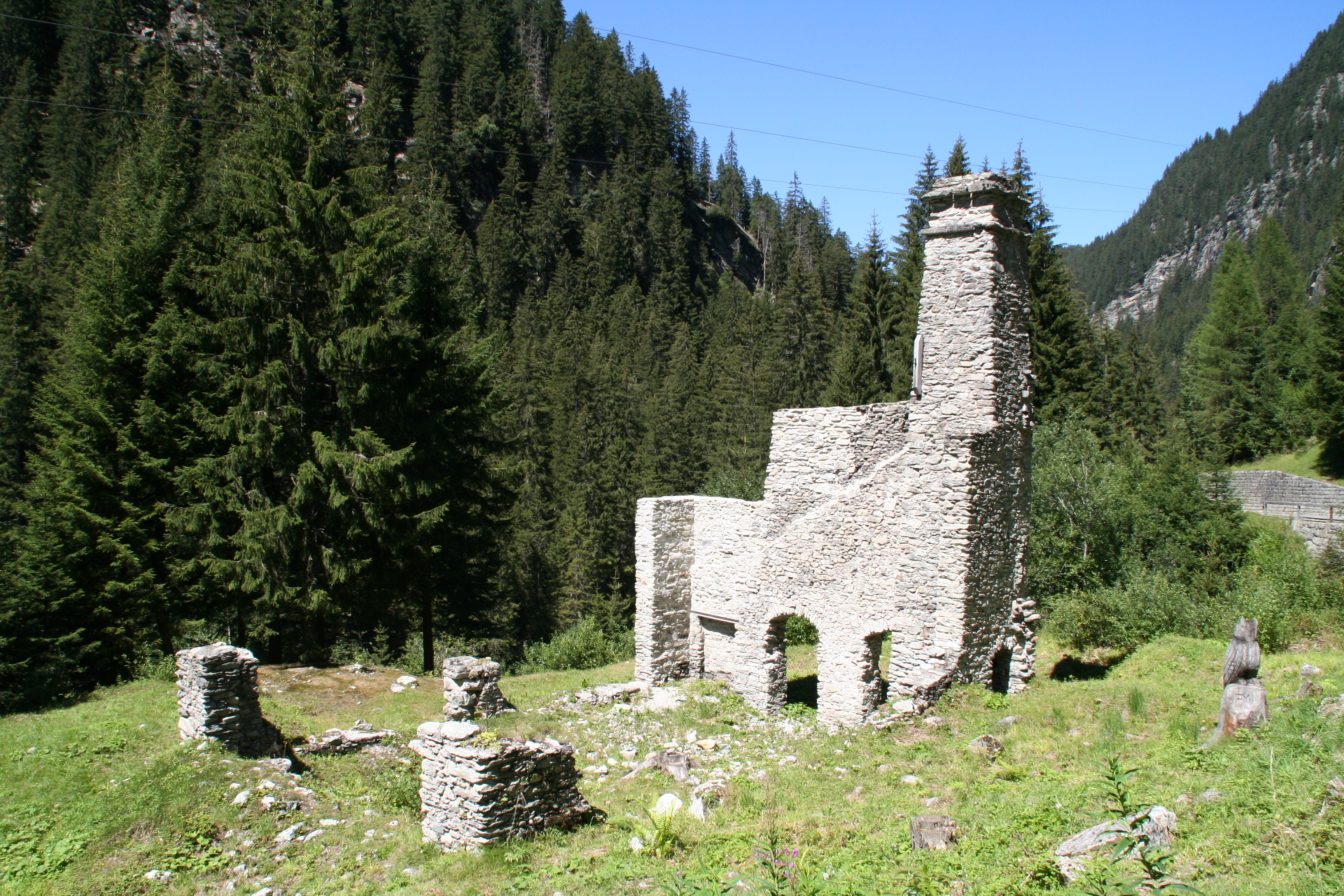
Ruinen der Schmelzanlage
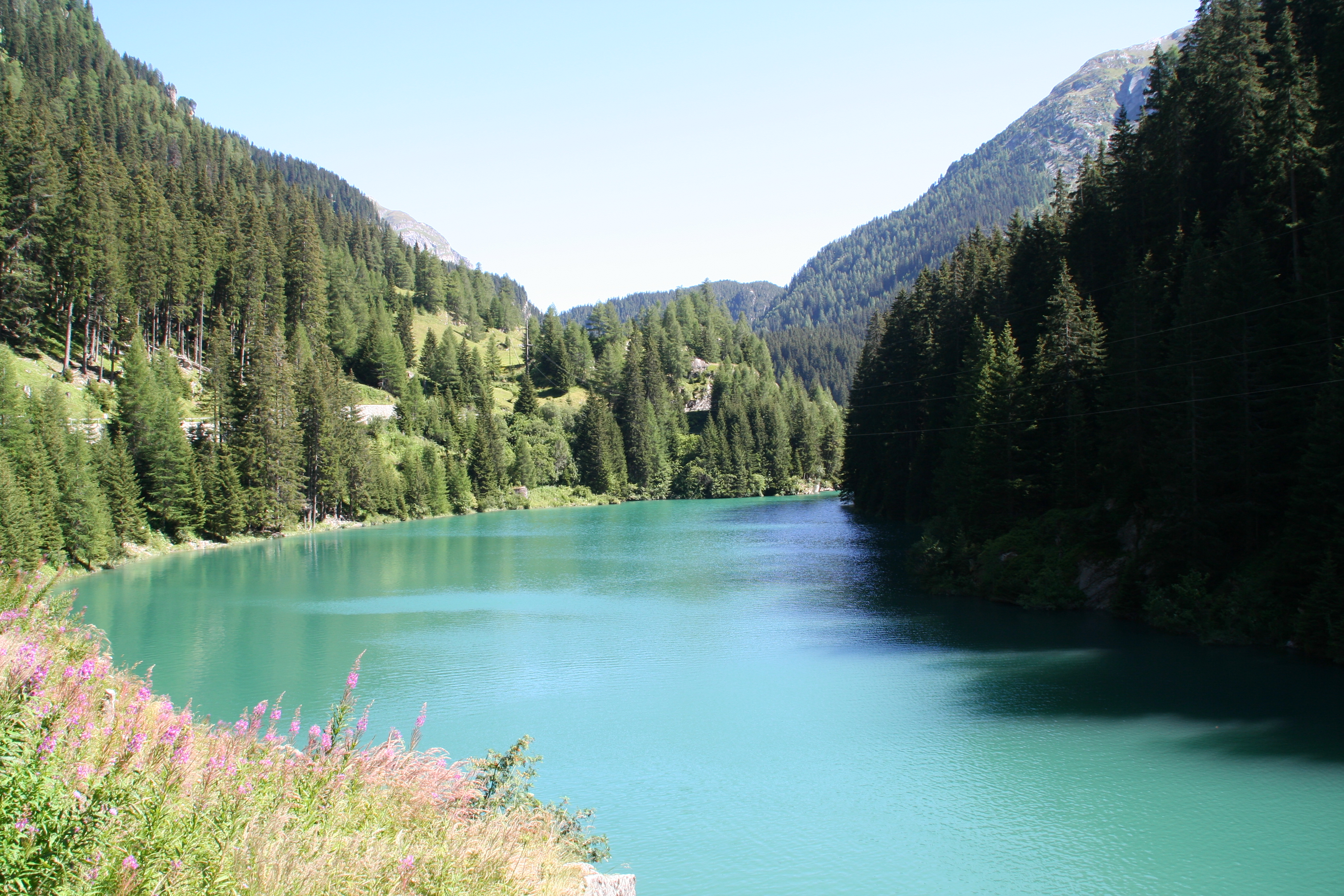
Stausee beim Dotierwerk Ferrera der Kraftwerke Hinterrhein
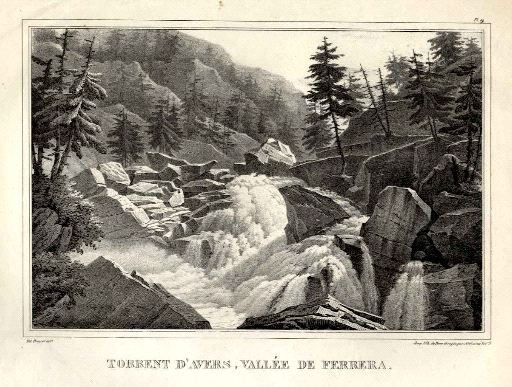
Averser Rhein im Ferreratal, Lithografie von 1827